# 阿卡灯塔
阿卡灯塔 (希伯來語：‎；Akko Light) 是以色列阿卡的一个灯塔，位于该市古城墙的西南角，据认为是奥斯曼帝国的旗塔（Burj-El-Sanjak，希伯來語：‎）的旧址。

## 历史
阿卡灯塔建于1864年。目前的灯塔建于1912年。

## 建筑
阿卡灯塔为圆柱形，塔高33英尺（10），黑白两色相间。
灯塔不对公众开放，但从地面有一个石头楼梯间直接向下到海边。